# Alfred Faniel
Pour les articles homonymes, voir Faniel.
Alfred Faniel, Ch L II, né le 19 avril 1879 à Verviers en Belgique et mort le 8 février 1950 à Montréal, est un artiste peintre, décorateur et  dessinateur commercial canadien d'origine belge.

## Biographie
Après avoir étudié à l'Académie royale des beaux-arts de Liège sous la direction d'Évariste Carpentier et d'Adrien de Wit, Alfred Faniel s'établit à Montréal en 1903 et devient dessinateur pour la Canadian Pacific Railway. Par la suite, il réalise des portraits (dont celui du roi Albert Ier de Belgique) et des paysages, mais il concentre surtout ses talents de peintre décorateur sur la production de décors de théâtre, notamment ceux du théâtre du Gesù et des Variétés lyriques. Il peint également des décors religieux importants par leur format dont celui de la chapelle du Scolasticat des Jésuites à Montréal où il peint les Saints Martyrs canadiens, ainsi que ceux des églises Immaculée-Conception à Montréal et du Sacré-Cœur de Sturgeon Falls. Il peint également plusieurs des décors de la résidence de Marius Dufresne au Château Dufresne.
Ses œuvres figurent dans les expositions de l’Art Association of Montreal de 1911 à 1922 et celles de l’Académie royale des arts du Canada en 1910 et 1915. Faniel expose également ses toiles lors d'expositions collectives à la bibliothèque Saint-Sulpice de Montréal en 1918 et à l'Académie commerciale de Québec en 1920,.
En 1934,  Alfred Faniel est décoré Chevalier de l’Ordre de Léopold II « pour son rôle d'ambassadeur artistique au Canada ».
Du côté de sa vie personnelle, Alfred Faniel épouse en 1908 Georgette Beaudry, fille du Dr Georges-Olivier Beaudry. Le couple a dix enfants et habite en 1931 au 4219, rue de 
Bordeaux à Montréal.

## Œuvres
- Jacques Cartier sur le mont Royal (1931), Chalet du parc du Mont-Royal, Montréal.
- Martyrs canadiens, Chapelle du Scolasticat des Jésuites (près de l'église de l'immaculée Conception), Montréal.
- L'Abbé Georges Bélanger, Collège de Joliette, Joliette.
- Plusieurs des décors peints de la maison Marius-Dufresne au Château Dufresne, Montréal.
- Plusieurs des décors peints de la maison Josaphat-Beaudoin (109, avenue Cornwall, Montréal)[5].

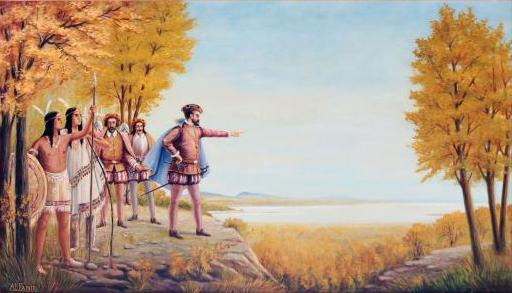
Jacques Cartier sur le mont Royal
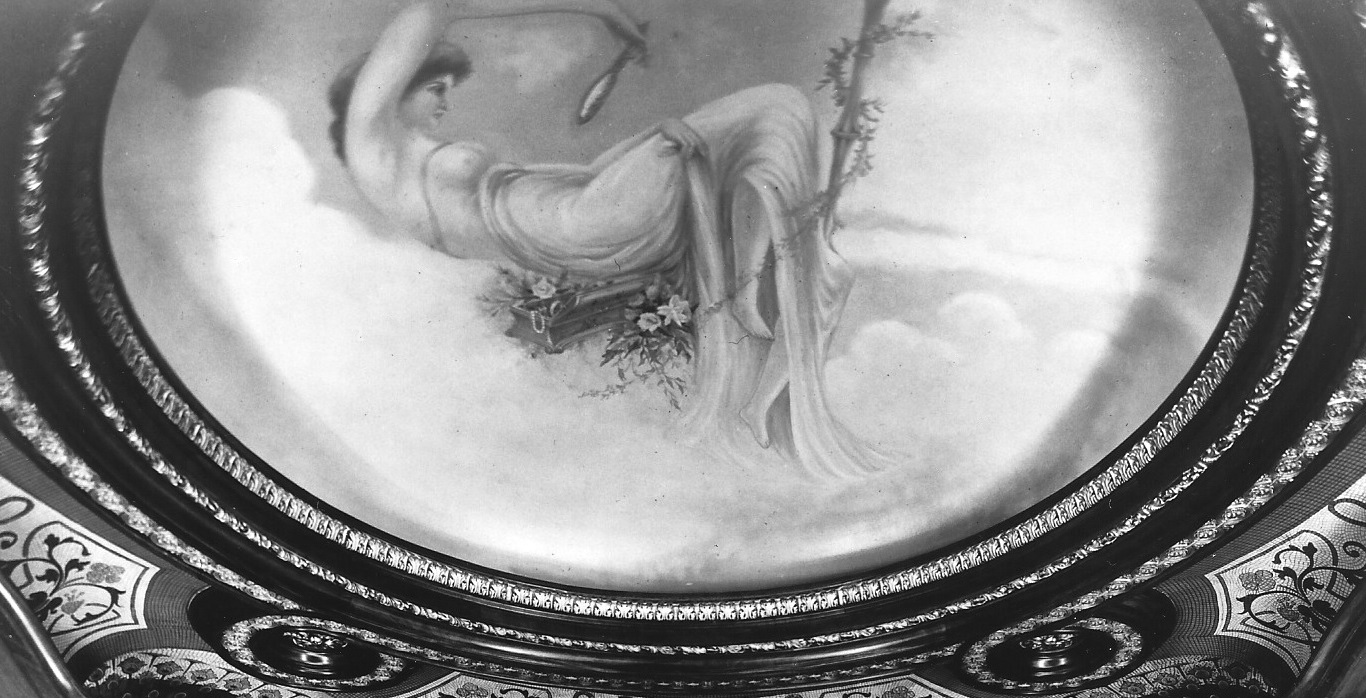
Hall de la maison Marius-Dufresne

## Distinction
- Chevalier de l'ordre de Léopold II.

## Archives
À la suite du décès de Paul Faniel (fils d'Alfred Faniel) en février 2016, trois de ses enfants, Jean-Paul, Thérèse et Lucie Faniel, ont réuni les esquisses d'Alfred Faniel et les ont déposé à la Théâtrothèque du Centre de recherche interuniversitaire sur le littérature et la culture au Québec (CRILCQ) en 2017.
La Théâtrothèque a présenté une exposition autour de l’oeuvre d'Alfred Faniel à la Bibliothèque des lettres et sciences humaines (BLSH) de l’Université de Montréal du 20 mai au 28 août 2019. L'exposition était intitulée « Alfred Faniel (1879-1950) : maître de la peinture scénique ». Une nouvelle exposition virtuelle est en préparation pour l'automne 2024.

## Sources
- Hélène Côté, « Le petit musée du 109 avenue Cornwall », Station Mont-Royal,‎ 15 mars 2017 (lire en ligne)
- Bibliothèque et Archives nationales du Québec (BANQ), « Fonds Charles Goulet (Cote: MSS229) », BANQ, 2006 (consulté le 29 septembre 2014)
- David Karel, Dictionnaire des artistes de langue française en Amérique du Nord : peintres, sculpteurs, dessinateurs, graveurs, photographes et orfèvres, Laval, Les Presses de l'Université Laval, 1992, 882 p. (ISBN 978-2-7637-7235-6, BNF 37410975, présentation en ligne)
- Laurier Lacroix, Les tableaux historiques du Chalet de la montagne et du parc du Mont-Royal : Étude historique et iconographique, Montréal, Service du développement culturel de la Ville de Montréal, 2003, 83 p. (lire en ligne)
- Alex Tremblay, « Le Petit Trianon de Maisonneuve », Cap-aux-Diamants, no 99,‎ 2009, p. 50 (lire en ligne)